# Combat de Tin Zaouatine (2007)
Pour les articles homonymes, voir Combat de Tin Zaouatine.
Rébellion touarègue de 2007-2009
Le combat de Tin Zaouatine se déroule le 11 mai 2007 lors de la rébellion touarègue de 2007-2009. 

## Déroulement
Le 11 mai 2007, les rebelles touaregs d'Ibrahim Ag Bahanga attaquent un poste militaire provisoire de l'armée malienne, installé pour la tenue des élections présidentielles. L'opération est menée par des dissidents de l'Alliance démocratique du 23 mai pour le changement (ADC) et des Touaregs nigériens. Selon Jeune Afrique, le bilan est de deux morts chez les militaires maliens et de huit du côté des assaillants. L'attaque est condamnée par l'Alliance démocratique du 23 mai pour le changement (ADC) mais elle marque le début de la rébellion touarègue de 2007-2009 au Mali.